# (73409) 2002 LS26
(73409) 2002 LS26 – planetoida z pasa głównego asteroid okrążająca Słońce w ciągu 5,2 lat w średniej odległości 3 j.a. Odkryta 6 czerwca 2002 roku.